# 설화 맥주
설화 맥주(중국어: 雪花啤酒)은 중국의 맥주 브랜드이다. 설화 맥주는 세계에서 가장 많이 팔리는 맥주 브랜드이지만,  중국에서만 주로 판매된다.